# Malayo
El término malayo (o melayu) tiene una connotación cultural, demográfica y geográfica relacionada con el Sudeste de Asia, en especial con la parte insular del mismo.

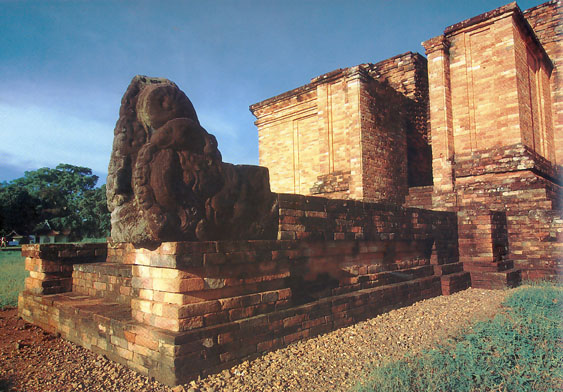
Restos arqueológicos del Reino malayo en Jambi (Sumatra).

## Historia
El término es muy antiguo, es probable que el pueblo malayo usara el término para referirse a sí mismo hace más de 2000 años. Antiguos textos hindúes como el Ramayana y el Vayú puraná del s.III, llaman a Sumatra la Isla malaya (en sánscrito: Malayadvipa).
En el s.VII se constituyó el Reino Melayu y en 1347 el estado de Malayapura. En el libro Los viajes de Marco Polo, se usa la palabra Malauir para referirse al sur de la península de Malaca.

## Usos

### Lingüística
- Idioma malayo: Tradicional lengua franca y la más importante de la región.
- Lenguas malayo-polinesias: Grupo de lenguas austronesias, llamado así por el lingüista Wilhelm von Humboldt en el siglo XIX, relacionando así las lenguas de Indonesia con las del Pacífico.
- Lenguas maláyicas: Subgrupo de lenguas a la que pertenece el malayo.
- Malayista: Profesional dedicado al estudio del idioma, cultura, etnología y todos los aspectos de "lo malayo".[5]

### Demografía
- Etnia malaya: Pueblo austronesio de Borneo, Sumatra y la península de Malaca.
- Malayo: Como gentilicio equivalente a malasio, aunque menos usado que este.
- Raza malaya: Concepto antropológico usado en los siglos XVIII y XIX para referirse a los pueblos del Sudeste de Asia.

### Geografía
- Archipiélago malayo: Nombre moderno de la región de Insulindia, equivalente a la parte insular del Sureste asiático.
- Península malaya: Sinónimo de península de Malaca, al sur de Indochina.
- Borneo Malayo: Usado para referirse a la Malasia Oriental.

### Biología
- Mariposa malaya
- Plátano malayo
- Oso malayo
- Tapir malayo
- Tigre malayo
- Puercoespín malayo

## Términos derivados
- Malasia: Deriva de Malaysia. En 1850 el inglés George Samuel Windsor Earl propuso llamar a la región Melayunesia (islas de los malayos) o Indunesia, decantándose por la primera alternativa.[6]
- Malaca: Relativo a la región malaya.
- Malgache: Deriva de malagasy, nombre nativo que probablemente viene de los malayos que colonizaron Madagascar.